# Нахимовское (озеро)
Нахи́мовское — озеро в Выборгском районе Ленинградской области России. Расположено на Карельском перешейке. Площадь — 14,2 км². Исток реки Великой. Относится к бассейну Балтийского моря Атлантического океана.

## Название
Ранее озеро носило название Суулаярви (фин. Suulajärvi), что с финского языка переводится как «озеро бакланов». В 1951 году оно было переименовано в «Нахимовское» в честь адмирала Павла Степановича Нахимова, так как на западном побережье озера расположена летняя учебная база Нахимовского училища.

## Физико-географическая характеристика

### География
Площадь озера составляет 14,2 км². Имеет неровные очертания. Длина — 12,1 км, наибольшая ширина — 2 км. Площадь водосборного бассейна составляет 85,5 км². Средняя глубина — 8 метров, максимальная — 22. Дно песчаное, на глубинах свыше двух метров покрыто значительным слоем ила.
В северной части озера недалеко от западного побережья находятся два небольших острова.
В Нахимовское впадает ручей Вьюнок, вытекающий из озера Двойного, расположенного к западу. Стоком озера является река Великая, соединяющая его с Гладышевским озером, расположенным к юго-западу.

### Флора и фауна
В озере водятся лещ, окунь, плотва, щука, густера и ёрш, изредка встречается судак. Обитают также раки. В 1955 году в озеро были вселены 80 тысяч мальков байкальского омуля. Благодаря ручью Вьюнок окунь и плотва из Нахимовского расселились в озере Двойном.
На берегах растёт болотноцветник щитолистный, а также можно встретить водоплавающих птиц и бакланов.
Для озера характерны погружённые макрофиты: рдест блестящий, рдест злаковый, рдест альпийский, Batrachium dichotomum, уруть колосистая и элодея канадская.
По данным зимнего учёта птиц в окрестностях озера с 1997 по 2010 год в окрестностях озера было зарегистрировано 53 вида птиц. Среди них доминировали буроголовая гаичка и большая синица, составлявшие 33% и 12% от всех встреченных птиц соответственно.

### Экологические проблемы
В 2016 году произошло серьёзное загрязнение воды в озере в результате попадания в него авиакеросина. Причиной этого стал сброс топлива самолётом Boeing 777-300 авиакомпании Japan Airlines, выполнявшим 14 июня того года рейс из Токио в Лондон, с целью выполнения условий экстренной посадки в Хельсинки для оказания медицинской помощи одному из пассажиров. Сброс осуществлялся с высоты около десяти тысяч метров на расстоянии нескольких десятков километров от Токсово до Зеленогорска.

## Население и хозяйственное освоение берегов
На берегах озера находятся населённые пункты Овсяное, Ганино и Цвелодубово. Кроме того, на водоёме расположены две турбазы: «Аврора» и «Нахимовская». На западном берегу озера расположена летняя учебная база Нахимовского училища. В непосредственной близости от южной оконечности озера проходит федеральная автотрасса «Скандинавия».

## Галерея

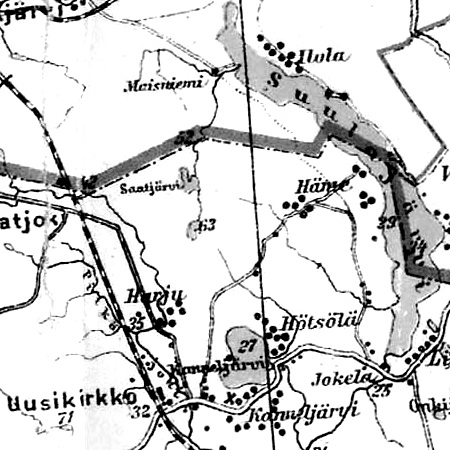
Суулаярви на финской карте 1923 года
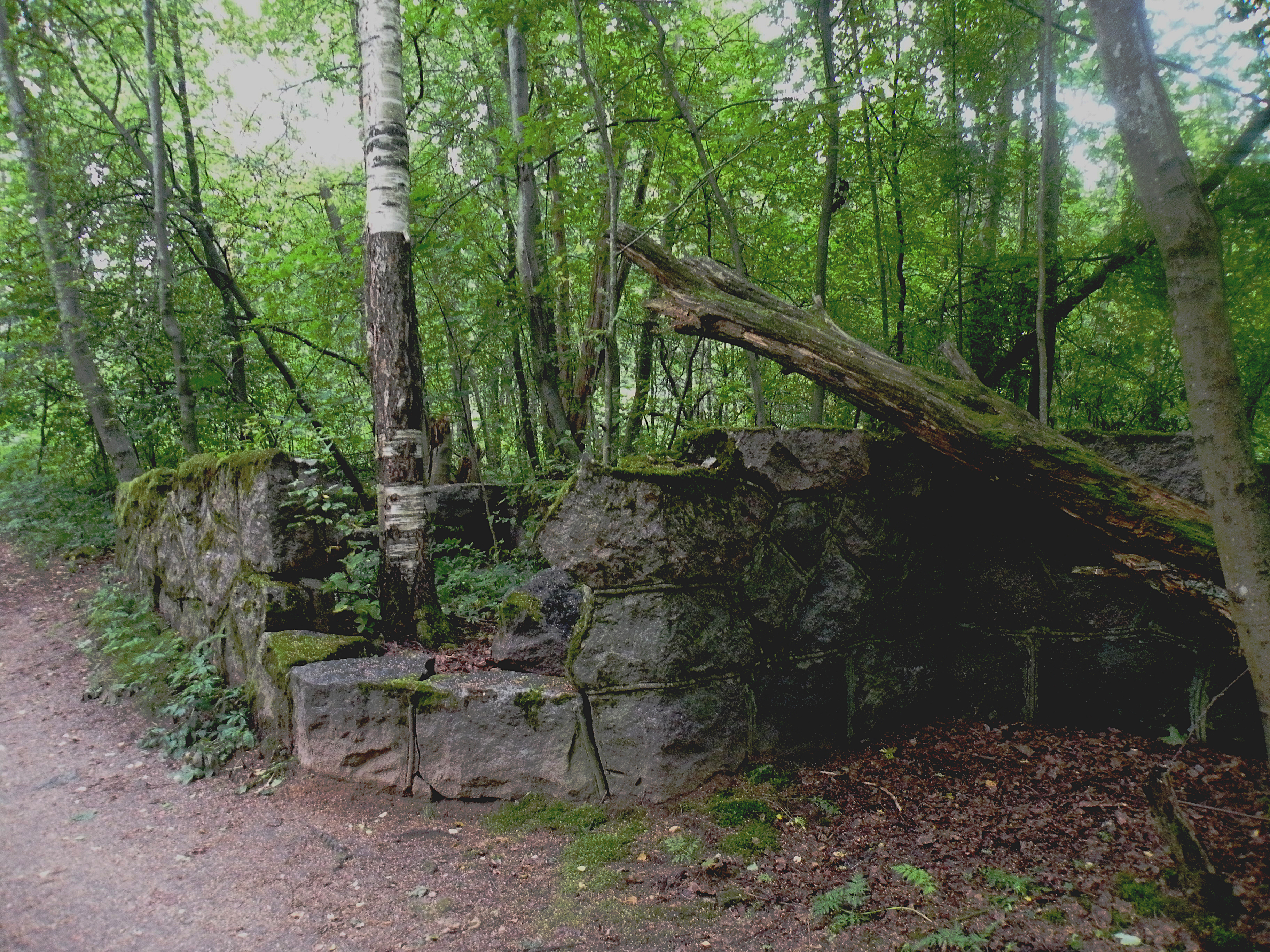
Развалины финского дома на берегу озера, посёлок Овсяное, 2009 год
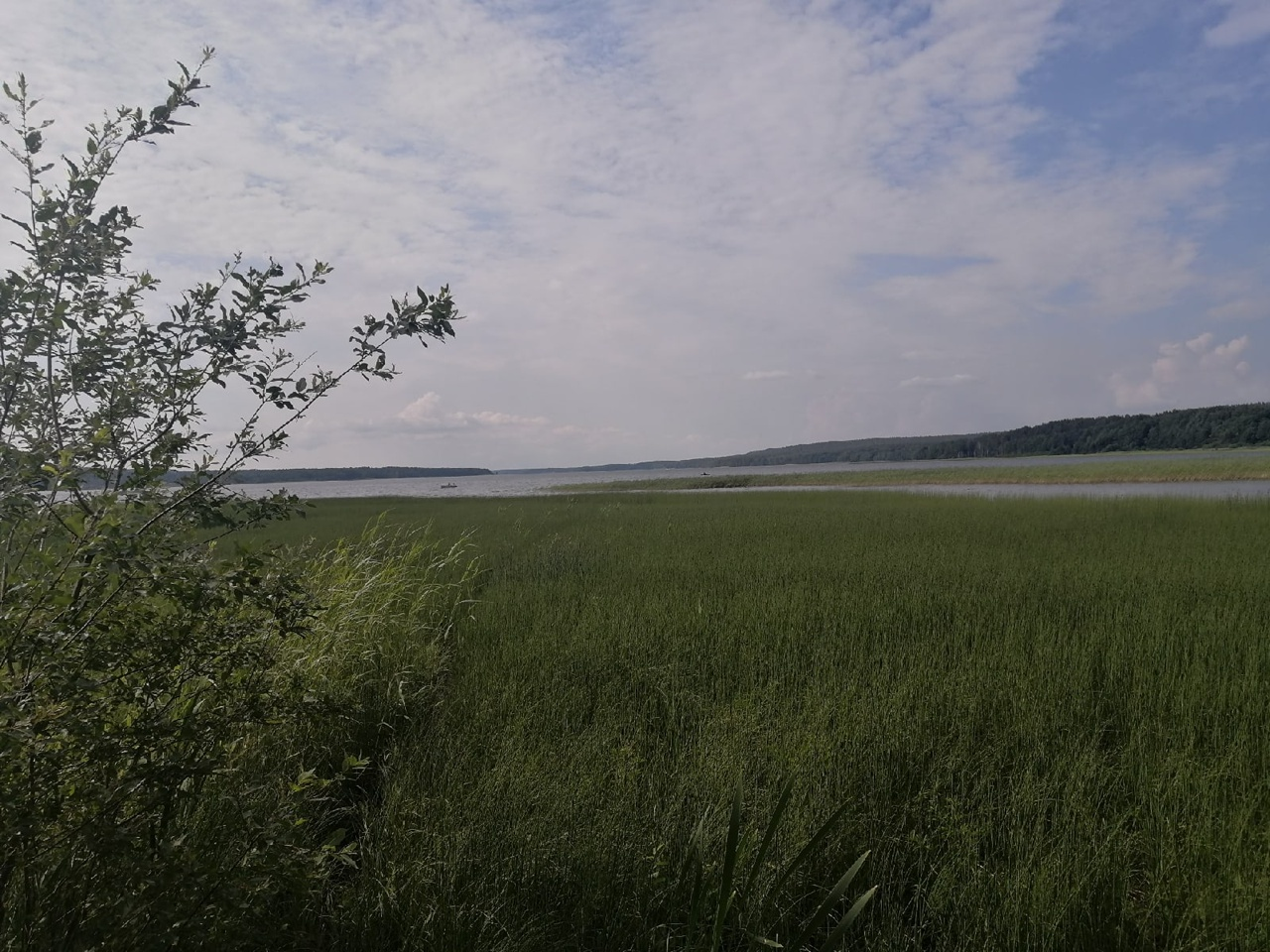
Вид на Нахимовское с посёлка Цвелодубово
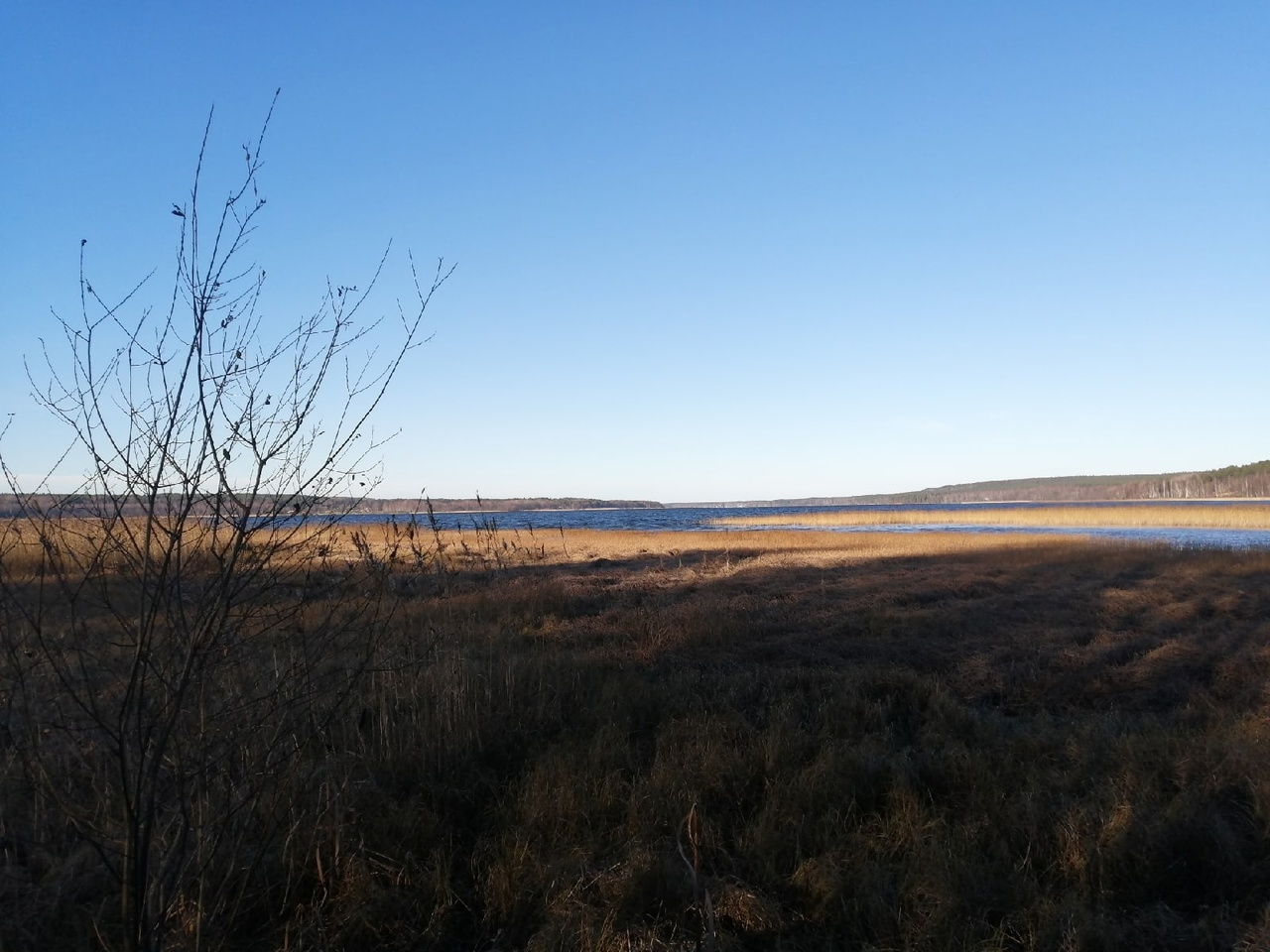
Нахимовское осенью 2022 года
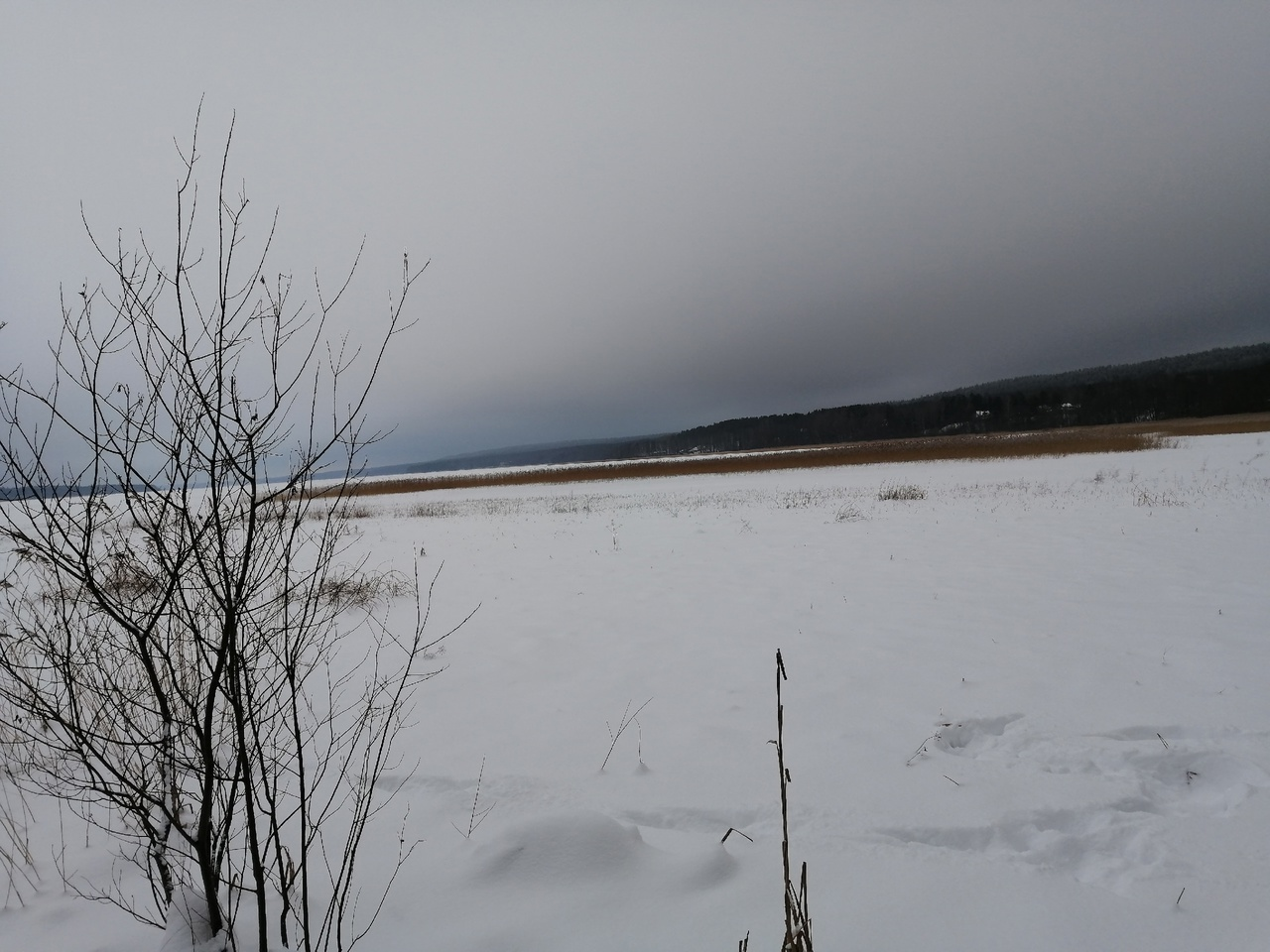
Нахимовское зимой 2022 года